# Elatostema salvinioides
Elatostema salvinioides är en nässelväxtart som beskrevs av Wen Tsai Wang. Elatostema salvinioides ingår i släktet Elatostema och familjen nässelväxter. Inga underarter finns listade i Catalogue of Life.